# Nedjeljko Oštarčević
Nedjeljko "Mišo" Oštarčević je hrvatski bivši košarkaš.
Igrao je polovicom 1970-ih.

## Klupska karijera
Sa Zadrom je 1974./75. došao do polufinala Kupa europskih prvaka. Igrali su: Krešimir Ćosić, Josip Đerđa, Doug Richards, Nedjeljko Oštarčević, Čedomir Perinčić, Branko Skroče, Zdravko Jerak, Bruno Marcelić, Tomislav Matulović, a vodio ih je Lucijan Valčić.